# NGC 4565
NGC 4565 (znana tudi kot galaksija Igla ali Caldwell 38) je spiralna galaksija, ki je postavljena na rob, od nas pa je oddaljena 30 do 50 milijonov svetlobnih let v ozvezdju Berenikini kodri. Leži blizu severnega galaktičnega pola in ima navidezni sij okoli 10. Zaradi svojega ozkega profila je znana kot galaksija Igla. Prvič jo je zabeležil William Herschel 1785 in je jasen primer galaksije, postavljene na rob.

## Značilnosti
NGC 4565 je velikanska spiralna galaksija, ki je bolj izsevna, kot Andromedina galaksija. Obstaja veliko govora o središčni izboklini. Pri odsotnosti jasnih dinamičnih podatkov gibanja zvezd v izboklini, ne morejo samo fotometrični podatki pokazati njene prave oblike. Toda njena eksponentna oblika nakazuje na to, da je spiralna galaksija s prečko. Raziskave s pomočjo Vesoljskega teleskopa Spitzer niso potrdile le prisotnosti središčne prečke, temveč tudi psevdoizboklino znotraj nje kot notranji prstan.
NGC 4565 ima najmanj dve satelitski galaksiji, od katerih ena deluje nanjo. V galaksiji je okoli 240 kroglastih kopic, kar je več od Rimske ceste.
NGC 4565 je ena izmed najsvetlejših članic v skupini Berenikinih kodrov I.